# 1984 (فلم 1984)
فيلم ألف وتسعمائة وأربعة وثمانون، يُعرف أيضا باسم 1984، هو فيلم خيال علمي ديستوبي من تأليف وإخراج مايكل رادفورد ومستوحى من رواية جورج أورويل التي تحمل نفس الاسم 1984. البطولة لجون هيرت، وريتشارد بيرتون، سوزانا هاملتون، سيريل كوزاك، ويتتبع الفيلم حياة ونستون سميث، الرجل الذي يعيش حياة مدنية سيئة المستوى في مرحلة ما بعد كوارث لندن والتي يحكمها ويحكم أوقيانيا بالكامل، نظام شمولي قوي. سميث يناضل من أجل الحفاظ على سلامة عقله وسيطرته على واقع النظام المسيطر على السلطة والنفوذ ويضطهد الفردية والتفكير الفردي على الصعيدين السياسي والمستوى الشخصي.
الفيلم الذي يشهد الظهور الأخير ل بيرتون على الشاشة , تم ترشيحه للحصول على جائزة BAFTA لأفضل عمل فني، وفاز باثتنين من جوائز Evening Standard British Film Awards  كأفضل فيلم وأفضل ممثل.

## القصة
في عالم ديستوبي في العام 1984، يتحمل وينستون سميث قذارة وجوده في دولة أوقيانا الاستبدادية، تحت المراقبة المستمرة من شرطة الفكر. تدور أحداث القصة في لندن عاصمة إقليم القطاع واحد (سابقا إنجلترا).
ونستون يعمل في مكتب صغير في وزارة الحقيقة ووظيفته إعادة كتابة التاريخ وفقا لإملاءات الحزب والقيادة العليا التي يحكمها الأخ الكبير صورياً فقط. ونستون رجل تسكنه ذكريات مؤلمة قديمة ورغبات لا تهدأ فيحتفظ سرا بيوميات افكاره الخاصة، وبالتالي يسبب لنفسه مشاكلاً مع شرطة الفكر وبوجود الأدلة.
تأخذ حياته منعطفا رئيسيا عندما يتعرف  زميلته في الحزب الخارجي الغامضة والجريئة والتي تدعى جوليا ثم يخوض معها علاقة غرامية، حيث يجمعهما أول اجتماع في الريف النائي  ويتبادلان الأفكار الخطرة هناك قبل ممارسة الجنس المحظور في الحزب. وبعد فترة وجيزة يستأجر ونستون غرفة فوق دكان  للرهن (في مكان شعبي أقل خطورة) حيث يستمر بالاتصال مع جوليا الشابة الحرة والتي تقوم بشراء السلع المهربة والمواد الغذائية والملابس من السوق السوداء، ولفترة وجيزة استطاعا سرا اللقاء والتمتع بالحياة المثالية في ظل الحرية النسبية المرضية لهما.
في ليلة ما ينتهي كل هذا بغارة مفاجئة من شرطة الفكر. حيث يقبض عليهما ويكتشفا وجود شاشة مراقبة(رصد)  كانت مخبئة وراء صورة على الحائط في الغرفة وأن «شارنغتون» مالك المتجر الذي يدعي أنه رجل تقليدي كبير السن هو عميل سري في شرطة الفكر. ونستون وجوليا يؤخذان إلى وزارة الحب محتجزين، ويخضع كل منهما لـ «إعادة تأهيل» بشكل منفصل. هناك يلتقي ونستون بـ أوبراين وهو عضو رفيع المستوى من الحزب الداخلي بينما كان يعتقد ونستون أنه من أعضاء تنظيم سري للمقاومة , ويقوم اوبراين بتعذيبه بشكل ممنهج ووحشي.
أوبراين يرشد ونستون عن الغرض الحقيقي  للدولة ويلقنه نوع من التعليم على مبادئ ازدواجية الفكر ويعلمه كيف يجمع المتناقضات في عقله في آن واحد وتحت التعذيب يجبره على انتزاع الأفكار المعادية للحزب من رأسه وكيف يقتنع بأن 2+2=5 !ولإعادة تأهيله نهائيا، تم إحضار ونستون إلى الغرفة 101، حيث يخبره أوبراين أنه سيخضع لـ "أسوأ شيء في العالم"، والذي صمم خصيصا لـ رهاب سميث الشخصي وعندما يواجه هذا الرعب الذي لا يطاق - الذي يتمثل بقفص مليء بالفئران البرية "وهي أكثر ما يخافه - تنهار المقاومة النفسية لـ ونستون أخيرًا وبشكل غير قابل للعودة، وبشكل هيستري يتخلص من ولائه لجوليا تماماً.وبعد التأكد من تطهير افكاره تماماً يتلقى العلاج الصحي بعد تضرر جسده بالكامل , ومن ثم يطلق سراحه.
في المشهد الأخير،  يعود وينستون إلى مقهى شجرة الكستناء ويجلس على طاولة الشطرنج  ثم يقترب من جوليا، التي كانت أيضاً خضعت "لإعادة تأهيل، وتشترك معه في زجاجة النصر(مشروب خاص بالحزب) وببرود  يتبادلان بضع كلمات عن كيف أنهم خانوا بعضهم البعض، ثم يتصرفون بلا مبالاة تجاه بعضهم البعض.
وعند سماع تقرير صحفي معلناً هزيمة العدو (أوراسيا)  في شمال أفريقيا، يحدق وينستون في صورة الأخ الأكبر الذي يظهر على الشاشة، ثم تغرق عينيه بالدموع فرحاً!

## الأدوار
- جون هرت بدور وينستون سميث
- ريتشارد برتون بدور أوبراين
- سوزانا هاميلتون  [لغات أخرى]‏ بدور جوليا
- سيريل كوزاك بدور السيد تشارنغتون
- جريجور فيشر بدور بارسونز
- جيمس ووكر  [لغات أخرى]‏ بدور سايم
- Andrew Wilde  [لغات أخرى]‏ بدور تيلوتسون
- كورينا سيدون بدور السيدة سميث
- روبرت باديرمان بدور وينستون الصغير
- جون بوسول بدور إيمانويل غولدشتاين
- فيليس لوجان بصوت المعلِن على الشاشة (صوت)
- روجر لويد-باك بدور النادل
- بوب فلاغ بشخصية الأخ الأكبر (1984) (كصورة فقط)
- شيرلي ستيلفوكس as the $2.00 prostitute

## الجوائز
الفيلم فاز بجائزة أفضل فيلم بريطاني للسنة جائزة في  Evening Standard British Film Awards.
كما فاز بـجائزة جولدن توليب في مهرجان إسطنبول السينمائي الدولي في عام 1985.[بحاجة لمصدر]
1. ↑  Canby's New York Times review lists the film's running time as 117 minutes.

## وصلات خارجية
- مقالات تستعمل روابط فنية بلا صلة مع ويكي بيانات

روتن توميتوزNineteen Eighty-Four في روتن توميتوز.
- وراء الكواليس من "1984" من بطولة جون هيرت وريتشارد بيرتون، ITN المصدر، 8 تشرين الأول/أكتوبر 1984
- فيلم اللقطات من film.virtual-history.com